# Débats sur la loi relative aux vols de bois
Les Débats sur la loi relative aux vols de bois sont une série de cinq articles publiés par Karl Marx dans la Rheinische Zeitung à propos d'un projet de loi visant à réprimer les pratiques de l'affouage et du ramassage de bois mort perçues comme illégales.